# Telega
Telega là một xã thuộc hạt Prahova, România. Dân số thời điểm năm 2002 là 6463 người.